# なまこ餅
なまこ餅（なまこもち、海鼠餅）はナマコに似た形状に成形された餅のことである。

## 概要
つきたての餅をのさないでナマコのような半楕円形の形に成型する。寒餅として大寒の頃に作られる事が多い。エビや海苔、黒豆などをまぜた物などさまざまな種類が存在する。固くなったナマコ餅を薄く切ってかき餅、おへぎが作られる。
福岡の筥崎宮では大晦日に「なまこ餅つき」が行われ元旦に供える。この行事は応神天皇の生誕行事のため用意する正月の鏡餅をつく暇がなく、漁師達が餅に代えて「海のなまこ」を献上したことに由来する。